# إنزيم خفض فاعلية االأنسولين

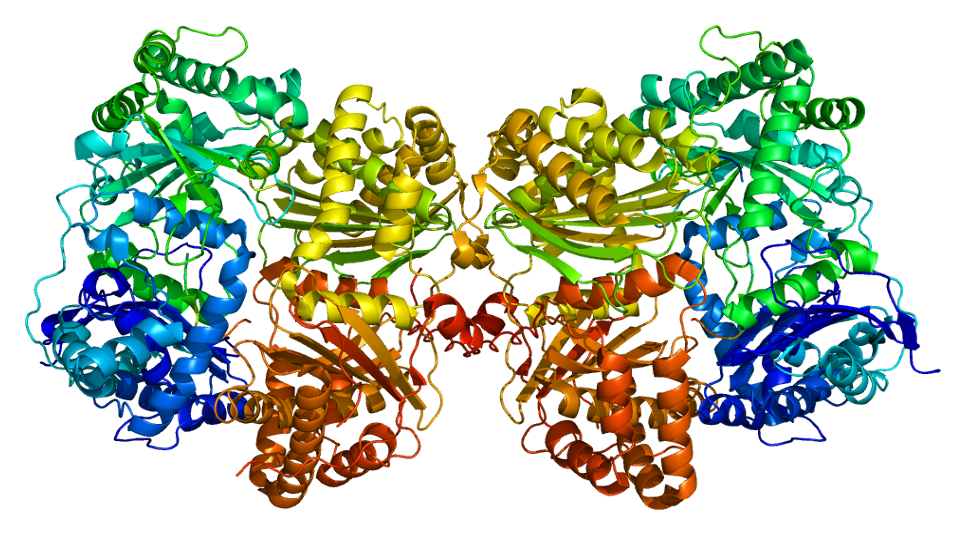

إنزيم خفض فاعلية االأنسولين أوإنزيم الأنسولين المهيني(بالإنجليزية: Insulin-degrading enzyme)‏، والمعروف أيضا باسم أي دي إي (IDE) هو انزيم بشري، أكتشفت طريقة تعديله حديثا. حيث أستطاع فريق من عيادة مايو في جامعة فلوريدا من تطوير جزيئات (molecules) فاعلة من شأنها القيام بذلك القيام بمنع تكسر الأنسولين في الجسم.كطريقة واعدة لعلاج مرض السكري اعتمادا على منع تكسر الأنسولين في الجسم، وقد تم اكتشاف هذا الإنزيم في العام 1949.

## الوظيفة
تم تحديد التركيبة الثلاثية الأبعاد لإنزيم قادر على «ضعضعة» قدرة الأنسولين، حيث ان هذا الإنزيم لا يتمكن في إضعاف وظيفة هذا هرمون الأنسولين فحسب وإنما يحط من قدرة البروتين الذي يحمل اسم «بيتا أميلويد» (Beta Amiloide) المتواطئ في تسبيب مرض الزهايمر.وعمل هذا الإنزيم هو مضاعفة نشاطه بنسبة 40 مرة ما يعطي المجتمع العلمي الضوء الأخضر لتطوير أدوية مستقبلية قادرة على إنتاج نفس المفعول الإنزيمي المعدل.الأمر الذي يساعد على بقاء هرمون الأنسولين لفترة أطول بالجسم مما يسمح له بإزالة الجلوكوز من الدم بشكل أكثر كفاءة وبالتالي السيطرة على داء السكري.و قام العلماء بتحديد سلسلة البيبتيدات (peptide sequence) التي يستطيع إنزيم خفض فاعلية االأنسولين تحليلها بشكل دقيق وفعال ثم تم إضافة مجموعة كيميائية خاصة إلى هذه السلسلة من البيبتيدات تستطيع الارتباط بجزيئات الزنك مما نتج عنه مركب جديد يسمى (IDE inhibitor 1) يمنع نشاط إنزيم خفض فاعلية االأنسولين.
المعروف أن الأنسوليسين (insulysin)أو البروتيني الانسوليني،) هو ملزم البروتيني كبير الزنك من فصيلة الفلزي (metalloprotease M16A) المعروف أنه يلصق البروتينات القصيرة المتعددة التي تختلف اختلافا كبيرا في تسلسل منظم. وقد تم تحديد إنزيم خفض فاعلية االأنسولين الأول من خلال قدرته على التحلل في السلسلة باء من هرمون الأنسولين. وقد لوحظ هذا النشاط أكثر من خمسين عاما مضت،  على الرغم من أن الإنزيم المسؤول خصيصا لB سلسلة الانقسام وحددت في الآونة الأخيرة. ومنذ ذلك الحين أظهر إنزيم خفض فاعلية االأنسولين، الذي يهاجر في 110 كيلو دالتون خلال الكهربائي للهلام في ظل ظروف تغيير طبيعة، أنه ركيزة إضافية، في الببتيدات في الجلوكاجون، ألفا TGF ، و β-إندورفين.
وقد حفز إنزيم خفض فاعلية االأنسولين اهتماما كبيرابانه يمكن أن يحلل بيتا اميلويد (Aβ)، الببتيد المتورطين في التسبب في مرض الزهايمر. إن السبب الكامن وراء أو أسباب المرض غير واضحة، على الرغم من أن أمراض الأعصاب الأولية لوحظت بتشكلها في لويحات اميلويد والتشابك الليفي العصبي. واحدة آلية الافتراض من المرض، ودعا فرضية اميلويد، تشير إلى أن العامل المسبب هو Aβ الببتيد مسعور، والتي تشكل هياكل الرباعية التي، من خلال آلية غير واضحة، تتسبب في وفاة الخلايا العصبية. Aβ هو نتيجة ثانوية المتولدة نتيجة للمعالجة بروتين من بروتين اميلويد السلائف (APP) بواسطة البروتياز يشار إلى β γ و secretases . دور الفسيولوجية من هذه المعالجة غير واضح، على الرغم من أنها قد تلعب دورا في تطور الجهاز العصبي.
ان العديدمن التجارب المختبرية والدراسات المجراة أظهرت علاقة بين إنزيم خفض فاعلية الأنسولين، مرض الزهايمر. حيث تظهر انخفاضا بنسبة 50٪ في تدهور Aβ، مما يؤدي إلى تراكم في الدماغي. وعلى سطح الخلايا البطانية الوعائية.

## دراسات عمل الهيكل
الدراسات البنيوية في Aβ التي كتبها شين وآخرون. وقد وفرت نظرة ثاقبة على آليات وظيفية عمل الأنزيم البروتيني. تذكرنا هيكل سبق تحديدها من pitrilysin البروتيني البكتيرية، والتركيب البلوري لإنزيم خفض فاعلية االأنسولين يكشف تعريف N وحدات محطة C التي تشكل الدائرة بروتين يحتوي على موقع نشط ملزم الزنك. وبالإضافة إلى ذلك، يبدو أن هذا الانزيم يمكن أن يتواجد في اثنين من التشكل: التشكل المفتوح، التي ركائزه تتمكن من الوصول إلى موقع نشط، وتشكيل مغلق، في الذي يرد داخل غرفة شكلت من قبل اثنين من المجالات المقعرة للموقع النشط. استهدفت الطفرات التي تحول دون نتيجة التشكيل المغلق في زيادة 40 مرة في النشاط التحفيزي. وبناء على هذه الملاحظة، وقد اقترح أن نهج العلاجية الممكنة لمرض الزهايمر قد تنطوي على تحويل تفضيل بتكوين جزئي من IDE إلى التشكيل المفتوح، وبالتالي زيادة تدهور Aβ، ومنع التجميع، و، من الناحية المثالية، ومنع فقدان الخلايا العصبية التي تؤدي إلى المرض الأعراض.و يقول العلماء أن المركب الجديد (IDE inhibitor 1) يعتبر أكثر قوة وفعالية من مانعات إنزيم (IDE) بمقدار مليون مرة ولكنهم بحاجة لإجراء المزيد من التعديلات على المركب حتى يمكن استخدامه بشكل علاجي بالإنسان.و يضيف العلماء أن منع نشاط إنزيم (IDE) يسمح للأنسولين بالبقاء لفترة أطول بالجسم مما يساعد على إزالة الجلوكوز من الدم كما أن المركبات الجديدة تساعد على تطوير فئة جديدة من العقاقير لعلاج داء السكري والعديد من الأمراض المرتبطة باضطرابات الأنسولين حيث يرتبط الأنسولين بعدد كبير من العمليات مثل الذاكرة والمعرفة.

## وصلات اضافية
- The ميروبس  [لغات أخرى]‏ online database for peptidases and their inhibitors: M16.002
- Insulin-Degrading+Enzyme في المكتبة الوطنية الأمريكية للطب نظام فهرسة المواضيع الطبية (MeSH).